# Markus Hennig (Jurist)
Markus Hennig (* um 1969) ist ein deutscher Jurist, der sich insbesondere auf Medienrecht und Krisenkommunikation spezialisiert hat.

## Werdegang
Markus Hennig studierte Rechtswissenschaften an der Humboldt-Universität zu Berlin, der Freien Universität Berlin und der University of Edinburgh. 1998 erhielt er seine Zulassung als Rechtsanwalt und war danach in verschiedenen Kanzleien tätig. Seit Oktober 2008 ist Hennig Seniorpartner bei der Hennig Nieber Stechow – artejura Partnerschaftsgesellschaft, seit 2025 artejura Partnerschaftsgesellschaft.
Im Jahr 2008 wurde Hennig auch Chief Legal Officer und später Generalbevollmächtigter der Firma Wunderkind des Designers Wolfgang Joop, bevor er 2011 als Chief Executive Officer die Umstrukturierung des Unternehmens einleitete und bis 2013 durchführte. In den folgenden vier Jahren war Hennig als Chief Legal Officer in den Vereinigten Arabischen Emiraten (Dubai) für ein dort ansässiges Unternehmen tätig und lebte dort. In diesen Jahren und bis 2019 war er zudem Aufsichtsratsvorsitzender der Kilian Kerner AG (bis 2016) sowie der Travel24.com AG und der Travel24 Hotel AG.
Ein weiterer Schwerpunkt seiner Tätigkeit ist die Restrukturierung von Unternehmen. Er war als Chief Legal Officer, CEO und Aufsichtsratsvorsitzender in verschiedenen Unternehmen tätig. Seit 2019 ist Hennig wieder ausschließlich als Medienrechtler und in der Krisenkommunikation tätig.

## Bekannte Fälle

### Fall Tatjana Gsell
2003 vertrat Hennig im Rahmen eines monatelangen Medienskandals Tatjana Gsell als Medienanwalt. Im Mittelpunkt stand der Vorwurf, Gsell habe einen Überfall auf ihren Ehemann in Auftrag gegeben, in dessen Folge dieser starb. Der Vorwurf des Auftragsmordes und der Verantwortung für den Tod bestätigte sich nicht.

### Kontroverse zwischen Desirée Nick und Anouschka Renzi
Im Rahmen eines monatelangen öffentlich ausgetragenen Streites zwischen der Schauspielerin Anouschka Renzi und der Entertainerin Désirée Nick, der dann vor Gericht verhandelt wurde, vertrat Hennig Frau Renzi in einem Prozess um Unterlassung und Schadenersatz. Der Streit entzündete sich an mehreren Äußerungen Nicks über Renzi, die diese als verletzend empfand. Es kam zu einer außergerichtlichen Einigung der beiden Frauen, über deren Details Stillschweigen vereinbart wurde.

### Der Umgang der Hohenzollern mit Historikern bezüglich der Entschädigungsforderungen
Zu Hennigs Fällen gehörte u. a. auch die Vertretung der Familie Hohenzollern bzw. ihres Chefs Georg Friedrich Prinz von Preußen in Bezug bei deren Entschädigungsforderungen. In einem Interview mit Deutschlandfunk Kultur wies Hennig Vorwürfe von Historikern zurück, dass die Familie sich bei der Aufarbeitung ihrer Vergangenheit nicht kooperativ zeige. Hennig betonte, dass die Hohenzollern ihr Archiv für Forschungszwecke öffnen und mit Historikern zusammenarbeiten würden. Er kritisierte jedoch, dass einige Historiker „auf Basis von Vorurteilen“ arbeiten würden und argumentierte, dass es sich bei den Entschädigungsforderungen der Familie um eine rechtmäßige Angelegenheit handle. Besonders diskutiert wurde die Kontroverse mit dem Historiker Stephan Malinowski. Hier ging es u. a. um eine Aussage, die der Historiker im Gespräch mit einer Journalistin der Deutschen Welle getätigt hatte. Malinowski hatte Vorbehalte dagegen geäußert, dass sich die Hohenzollern seiner Auffassung nach, die Erforschung ihrer Familiengeschichte öffentlich finanzieren lassen wollten. Malinowski wurde demzufolge von den Hohenzollern auf Unterlassung verklagt. Hohenzollern-Anwalt Hennig stimmte zu, die Klage fallen zu lassen, nachdem Malinowski vor Gericht erklärt hatte, er werde die Aussage nicht wiederholen. Im Mai 2025 wurde mit dem Bund eine Einigung erzielt: Objekte, deren Eigentumsverhältnisse bislang unklar waren, sollen auf Dauer in eine gemeinnützige Stiftung übergehen und in Museen in Berlin und Brandenburg verbleiben.

### Der Fall Sabathil
Zu Hennigs Fällen gehörte auch die medienrechtliche Vertretung des deutschen Diplomaten und ehemaligen EU-Botschafters Gerhard Sabathil in der sogenannten „Affäre Sabathil“. Sabathil war 2020 vom Bundesamt für Verfassungsschutz verdächtigt worden, für die Volksrepublik China spioniert zu haben. Der Verdacht gründete sich unter anderem auf Sabathils private Beziehung zu einer chinesischen Staatsbürgerin. Sabathil wies die Vorwürfe in mehreren Interviews zurück und erklärte, er habe „immer ein reines Gewissen“ gehabt. Das Verfahren wegen angeblicher Spionage wurde später eingestellt, nachdem die Bundesanwaltschaft keine hinreichenden Beweise fand. In Medienberichten wurde der Fall teils in den Kontext geopolitischer Spannungen zwischen westlichen Staaten und China eingeordnet; vereinzelt wurde spekuliert, dass Hinweise von US-Diensten zur Einleitung der Ermittlungen beigetragen haben könnten.

### Der Fall Ofarim
Hennig war Teil des Anwaltteams und verantwortlich für die medienrechtliche Vertretung, das den Musiker Gil Ofarim bezüglich Ofarims Antisemitismusvorwürfen gegen Hotelmitarbeiter in Leipzig vertrat. Der Vorwurf führte zu einer deutschlandweiten Diskussion und ist bekannt als „Davidstern-Skandal“. Der Hotelmitarbeiter bezichtigte Ofarim der falschen Verdächtigung und Verleumdung. Das Hauptverfahren am Landgericht Leipzig begann im November 2023. Obwohl am vierten Verhandlungstag Hinweise auf eine mögliche Manipulation von Überwachungsvideos thematisiert wurden, legte Ofarim am sechsten Verhandlungstag überraschend ein Geständnis ab. Es kam zu einem Vergleich. Ofarim entschuldigte sich bei dem Hotelmitarbeiter und akzeptierte eine Geldauflage von 10.000 Euro, zahlbar zur Hälfte an die Jüdische Gemeinde Leipzig und an den Trägerverein des Hauses der Wannseekonferenz; daraufhin wurde das Verfahren eingestellt. Die Zahlungsfrist wurde auf Antrag Ofarims bis Ende August 2024 verlängert, und die Zahlung wurde im August 2024 bestätigt, womit das Verfahren endgültig beendet wurde. Später erklärte Ofarim, er habe aus Angst um das Sorgerecht für seine Kinder und wegen finanzieller Belastung gestanden, und befand sich damals in einer persönlichen Krise.

### Der Fall Kasia Lenhardt – Boateng
Im Februar 2021 nahm sich Kasia Lenhardt im Alter von 25 Jahren das Leben. Diese lebte in einer Beziehung mit dem Fußballspieler Jérôme Boateng, der der Bild-Zeitung wenige Tage vor ihrem Tod ein vernichtendes Interview gegeben hatte. Nach dem Tod ging Lenhardts Familie, anwaltlich vertreten durch Hennig, juristisch gegen Boateng wegen Falschaussage vor. Das Interview in der Bild-Zeitung wurde daraufhin gelöscht. Der Fall behandelte das Thema „Postmortales Persönlichkeitsrecht“ und war, wie die Süddeutsche Zeitung berichtete, mit dem Sieg der Familie ein Urteil für die Rechtsgeschichte.

### Der Fall Schönbohm
Im Oktober 2022 musste Arne Schönbohm, der ehemalige Präsident des Bundesamts für Sicherheit in der Informationstechnik, nach einer umstrittenen Ausstrahlung des ZDF-Magazin Royale sein Amt niederlegen. In der Sendung wurde Schönbohm vorgeworfen, Verbindungen zu einem Verein mit Kontakten zu russischen Geheimdiensten zu haben. Sein Anwalt Markus Hennig reichte daraufhin eine Unterlassungsforderung ein und forderte vom ZDF eine Entschädigung von 100.000 Euro wegen schwerer Verletzung der Persönlichkeitsrechte. Im September 2024 wurde der Fall vor dem Landgericht München verhandelt. Das ZDF unterlag in diesem Prozess weitgehend. Hennig konnte das Gericht davon überzeugen, dass unwahre Tatsachen über Schönbohm geäußert wurden. Das Urteil fand ein breites Medienecho.

### Der Fall Alexander Aulinger
2025 vertrat Hennig den Hauzenberger Pfarrer Alexander Aulinger in einem Fall, der breite mediale Aufmerksamkeit erhielt. Dem Pfarrer war vorgeworfen worden, bei privaten Treffen mit Ministranten Alkohol ausgeschenkt zu haben; außerdem standen Anschuldigungen im Raum, er habe sich Jugendlichen in unangebrachter Weise genähert. Das Bistum Passau teilte daraufhin mit, Aulinger habe sein Amt niedergelegt. Hennig bestritt im Namen seines Mandanten, dass dieser freiwillig zurückgetreten sei, und forderte vom Bistum eine Richtigstellung. Gleichzeitig wehrte er sich gegen die mediale Berichterstattung: Er beantragte eine einstweilige Verfügung gegen die Süddeutsche Zeitung und erreichte, dass der Bayerische Rundfunk und die ARD-Tagesschau Teile ihrer Berichterstattung änderten oder löschten. Im April 2025 stellte die Staatsanwaltschaft Passau fest, dass kein Anfangsverdacht für eine Straftat vorliege. In Interviews erklärte Aulinger, er sei nicht zurückgetreten und fühle sich durch die öffentliche Darstellung zu Unrecht belastet. Hennig kritisierte den öffentlichen Diskurs der Diözese und einiger Medien in diesem Zusammenhang als „medienethisches Unding“, also als ethisch verfehlte Berichterstattung.